# سوپرجام فوتبال ایتالیا ۲۰۱۴
سوپر جام فوتبال ایتالیا ۲۰۱۴ (انگلیسی: 2014 Supercoppa Italiana) بیست و هفتمین دورهٔ مسابقهٔ سوپر جام فوتبال ایتالیا بود که بین قهرمان سری آ و قهرمان جام حذفی فوتبال ایتالیا برگزار شد.
این دیدار در تاریخ ۲۲ دسامبر ۲۰۱۴ برگزار شد و ناپولی به مقام قهرمانی دست یافت.

## تیم‌ها
- یوونتوس: قهرمان سری آ فصل ۱۴-۲۰۱۳
- ناپولی: قهرمان جام حذفی ایتالیا فصل ۱۴-۲۰۱۳